# Gavarnie
Gavarnie (em gascão: Gavarnia) foi uma antiga comuna francesa do departamento dos Altos Pirenéus, região de Occitânia. Tinha 82,54 km². Em 2010 a comuna tinha 140 habitantes (densidade: 1,7 hab./km²).
Gavarnie é uma pequena aldeia de montanha situada no Parque Nacional dos Pirenéus, a cerca de de 1 400 metros de altitude, junto à fronteira com Espanha. O circo de Gavarnie situa-se poucos quilómetros a norte da aldeia e faz parte do maciço do Monte Perdido, classificado como Património Mundial da UNESCO desde 1997.
O gave (ribeira) de Pau, que na região é denominado gave de Gavarnie, passa pela aldeia e tem a sua nascente na cascata de Gavarnie, frequentemente referida como a mais alta da Europa (com 422 m de altura). Outro curso de água importante da comuna é o gave des Oulettes, afluente do gave de Pau, que nasce na comuna com o nome de gave d'Ossoue.
O turismo era a principal atividade económica da comuna, que registava cerca de um milhão de visitantes por ano, sobretudo no verão. No inverno está em funcionamento a estância de esqui de Gavarnie-Gèdre, a qual conta com 11 meios mecânicos, 29 pistas de esqui alpino e uma de esqui de fundo, um rinque de patinagem coberto com 555 m² e uma pista de bob-luge.
Em 1 de janeiro de 2016, ela foi inserida no território da nova comuna de Gavarnie-Gèdre.